# FUNime
Die FUNime [faniːmə] war ein Fanzine zu japanorientierten Themen, vor allem der Populärkultur, und im Speziellen Anime und Manga. Es erschien von Oktober 1997 bis April 2015. Als von den Mitgliedern des Vereins Anime no Tomodachi gestaltetes Fanzine hatte die FUNime keine Gewinnerzielungsabsicht und wurde an die Mitglieder des Vereins kostenlos verteilt. Nichtmitglieder konnten die FUNime abonnieren oder einzeln bestellen.

## Inhalt
Die FUNime erschien etwa alle 2 bis 3 Monate mit jeweils etwa 50 Seiten Inhalt. Zu den ständige Rubriken zählen:
- Auswahl interessanter in Japan, USA und Europa neu erscheinender Anime- und Manga-Titel
- Rezensionen zu Manga und Anime und japanischen Videospielen
- Berichte von Anime-Conventions
- Fanart

Je nach Verfügbarkeit erschienen auch Artikel zu Artbooks oder Soundtracks, aber auch Interviews. Dabei variiert der Inhalt der einzelnen Hefte mitunter sehr stark. Es gab zwar einen gefestigten Autorenstamm, allerdings konnten auch andere Mitglieder der Community jederzeit Artikel einreichen. Entsprechend konnte die Artikelmenge und auch der Veröffentlichungsturnus schwanken.

## Geschichte
Die erste FUNime, Nummer 0, erschien im Oktober 1997, seit August 1999 (Nummer 10) hat sie farbige Cover. Bis einschließlich zur Ausgabe 37 wurde die Zeitschrift an die Mitglieder des AnT verteilt. Die Ausgaben 38 bis 55 gingen auch an die Mitglieder des Vereins Animexx, da die Funime zu der Zeit auch dessen Vereinszeitschrift war. Seit Heft 56 (1/2009) wurden die Hefte wieder nur an die Mitglieder des AnT kostenlos verteilt. Seit Ausgabe 49 erschien das Magazin in Vollfarbe.
Ab 2010 reduzierte sich die Veröffentlichungsfrequenz auf ca. 2 Ausgaben pro Jahr. Ausgabe 69 vom April 2015 war das letzte Heft des Magazins.
Seit September 2017 gehören Namen und Logo der FUNime dem Carow Verlag, der neue Literaturprojekte aus dem Anime-, Manga- und Japanbereich unter dem Namen FUNime plant.